# Bristol 410
Bristol 410 je řada automobilů vyráběná britskou firmou Bristol Cars. Vyráběla se v letech 1967–1969 a celkem bylo vyrobeno 79 vozů.
Byl to poslední vůz značky Bristol s 5,2 litrovým motorem, který byl původně použit ve voze Bristol 407.

## Data

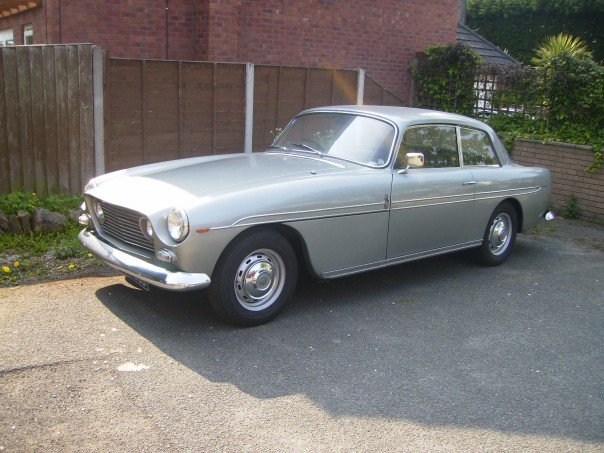
Bristol 410

- Motor: 5210 cm³
- Max. výkon: 186 kW (253 k)
- 0-100 km/h: 9 s
- Nejvyšší rychlost: 209 km/h
- Pohotovostní hmotnost: 1600 kg